# Damaretos z Herai
Damaretos (Δαμάρετος) lub Demaretos (Δημάρετος) – starożytny grecki biegacz pochodzący z Herai, pierwszy zwycięzca olimpijski w biegu w zbroi po wprowadzeniu tej dyscypliny do programu starożytnych igrzysk olimpijskich, co miało miejsce w 520 roku p.n.e. Zdobył wieniec w tej konkurencji także podczas następnych igrzysk w 516 roku p.n.e. Olimpionikami byli również jego syn i wnuk, obydwaj noszący imię Teopompos – pierwszy w pięcioboju, drugi w zapasach (Pauzaniasz, Wędrówka po Helladzie VI 10,4).